# JR貨物クム1000系貨車
JR貨物クム1000系貨車（JRかもつクム1000けいかしゃ）とは、日本貨物鉄道（JR貨物）が4 tトラックのピギーバック輸送用として1989年（平成元年）から製造した貨車（車運車）である。全車日本フレートライナー所有の私有貨車であった。2002年（平成14年）7月までに全車廃車となり、形式消滅している。
本項では、試作車のクサ1000形についても記述する。

## 登場までの経緯
既に欧米では、トラックないしはトレーラーを貨車に積載するピギーバック輸送が定着しており、トラックが交通渋滞に悩まされている日本でもピギーバック輸送を行うことが検討された。日本国有鉄道（国鉄）時代の1986年に中型トラック2台を積載するクム80000形が登場し、東海道本線・山陽本線を筆頭に上越線や東北本線へも運用範囲が拡大していた。
一方で東海道本線の東京 - 大阪間は貨物列車の増発が限界に達しつつあり、一列車あたりの輸送力増強が急務となっていた。このため、JR貨物で1989年より増備されていた最高速度110km/hのコキ100系コンテナ車の増加に合わせ、ピギーバック車もコキ100系と同じ速度で走行可能な車両を製作して増結による輸送力増強を図ることになった。これが本系列である。

## 構造
本系列は、クム1000形とクム1001形の2形式からなり、クム1000形が電磁弁付き、クム1001形が電磁弁なしである。このうちクム1000形0番台はクム1001形との2両ユニットを組み、クム1000形500番台は単車での運用を前提としている。最高速度はコキ100系と同じく110 km/hである。
外観はコキ100系によく似ており、部品なども共通のものが多い。全長は19,910 mm、全幅は2,720 mm、全高は1,992 mm、荷重は16 t、自重は20.2 tである。車体長や台車中心間距離も同一である。車体の塗装はファーストブルー（明るい青）、台車と連結器はねずみ色1号である。
台車はFT1形を装備している。ブレーキは電磁自動空気ブレーキ（CLE）を装備し、他に手ブレーキを側面に設置している。給排気用電磁弁はクム1000形にのみ装備されており、クム1001形は元空気だめ管と制御引き通しのみである。
荷役はランプウェイを利用して昇降し、貨車上を自走することによる。これはクム80000形と同様である。そのため、タイヤガイドや隣接車両への渡り板を備えている。緊締は車止めとラッシングによる。1両あたり4 tトラックを2台積載する。
クム1000形・クム1001形共に、1989年・1990年（平成2年）の両年で日本車輌製造と川崎重工業で合わせて37両が製造されて1 - 37となった。またクム1000形の500番台は1990年から1992年（平成4年）にかけて同じく日本車輌製造と川崎重工業で54両が製造されて501 - 554となった。

## 運用
1989年6月から、コキ100系への置き換えが進む東海道本線・山陽本線向けに投入された。これにより捻出されたクム80000形は東京 - 新潟間の「ピギー中越号」に転用され、常備駅が沼垂駅に変更された。単独運用可能なクム1000形500番台のうち41両は隅田川駅常備とされ、クム80000形と混用されて東北方面で使用された。
1990年3月ダイヤ改正から、東京貨物ターミナル駅 - 梅田駅間の5093列車、5092列車で本系列22両とコキ100系4両を連結した26両編成で運行されるようになった。トラックの輸送会社は11社に配分され、連結両数はピギーバック車で日本国内最大である。1992年3月ダイヤ改正では西岡山駅 - 東京貨物ターミナル駅間の5054列車が110 km/h運転を開始している。
しかし、バブル崩壊に伴い輸送需要が低迷すると、積載効率の低いピギーバック輸送は特に需要が落ち込むようになった。トラックの自重が貨物運賃に加算されることや、トラック運転手の確保難が緩和したことなどが理由として挙げられている。ピギーバック輸送列車は次第に運転が取りやめられていき、最終的に2000年（平成12年）3月ダイヤ改正で全廃された。

## 廃車
1993年（平成5年）以降のピギーバック輸送の需要落ち込みに伴い、1994年（平成6年）に最初の4ユニット8両が廃車となっている。この台車はコキ104形の1981 - 1988の8両を新製する際に流用されている。
ピギーバック輸送列車の運行打ち切りが進んでも、本系列は留置されたままで廃車はそれほど進行しなかった。ピギーバック輸送列車が全廃された後も2形式で104両が残されていたが、2002年（平成14年）7月までに全車両が廃車となり、形式消滅した。

## クサ1000形
4 tトラックピギーバック輸送は、1両にトラックを2台しか積載できず、積載効率が低かった。そこで低床貨車の技術を取り入れて床面高さを低くし、車体断面が大きくかつ車体長の短い特殊トラックを3台積載できるようにしたクサ1000形が開発された。1993年に1ユニット2両（901, 902）が川崎重工業で試作された。トラック3台を搭載できる新方式として「スーパーピギーバック」と呼ばれる。
本形式は、全長21,300 mm、全幅2,674 mm、全高1,920 mm、自重20.2 t、荷重24 tで、FT12形台車を装備し、CLE方式電磁自動空気ブレーキと手ブレーキを備える。901と902でユニットを組むことを前提としているため、給排気電磁弁が一方の車両にのみあるのはクム1000系と同じである。コキ70形をベースとしており、FT12形台車はコキ70形のFT11形台車の軸距を1,800 mmに延長したものである。車輪は直径610 mmの小径車輪で、踏面ブレーキではなくディスクブレーキとなっている。車体全体が低床化されており床面高さが700 mmとなっている。ユニット間の連結器は低床に合わせて低い位置にあるが、機関車や他形式との連結を考慮して、ユニット外方の連結器は通常の高さに設置されている。塗装はクム1000系と同じである。
荷役などの方式はクム1000系と同様である。ユニット外との連結用の高い位置の連結器をクリアするために油圧昇降装置が組み込まれており、トラックが自走する際には持ち上がって床面上に斜路を形成する。トラックが積載されると水平に戻されてトラックの車高を下げるようになっている。
搭載するトラックは専用のもので、日野・レンジャー(4代目)をベースに車体長を通常の8.5 mから6.5 mへ短縮し、代わりに高さを3,200 mmから3,490 mmに拡大して容積を確保している。外観は運転台と荷台が一体化したワンボックスカーのような車両となっている。貨車と同時に3台が試作されている。
1993年9月から東京貨物ターミナル駅 - 熱海駅間で試運転が行われた。1994年6月から小名木川駅 - 新潟貨物ターミナル駅間で運用が開始される計画で、貨車は日本フレートライナーの所有、専用トラックは利用運送会社各社が用意するという手はずで準備が進められていたが、ピギーバック輸送の需要が急速に落ち込んだことから導入は撤回された。本形式は、正式に車籍に編入されることはなかった。